# Tsheten Shabdrung Rinpoche
| Tibetische Bezeichnung                                 |
| ------------------------------------------------------ |
| Tibetische Schrift: ཚེ་ཏན་ཞབས་དྲུང                        |
| Wylie-Transliteration: tshe tan zhabs drung rin po che |
| Chinesische Bezeichnung                                |
| Vereinfacht: 才旦夏茸活佛                              |
| Pinyin:Caidan Xiarong huofo                            |

Tsheten Shabdrung Rinpoche (tib. tshe tan zhabs drung rin po che) ist der Titel eines Linienhalters der Gelug-Tradition des tibetischen Buddhismus aus dem 1623 gegründeten Tsheten-Kloster (tib. tshe tan dgon pa) in Amdo. Das Kloster liegt in der Gemeinde (chin.) Xing'er der Tibeter des Autonomen Kreises Minhe der Hui und Tu von Haidong in der chinesischen Provinz Qinghai.
Der 1. (bzw. 2.) Tsheten Shabdrung Rinpoche Jamyang Dragpa war Schüler des 1. Tsheten Abtes (Khenpo) Pelden Gyatsho.
Ein berühmter Vertreter ist der 5. (bzw. 6.) Tsheten Shabdrung, der Tibetologe Jigme Rigpe Lodrö (Tshe tan Zhabs drung 'Jigs med Rig pa'i Blo gros; 1910–1985).

## Liste der Tsheten Shabdrung Rinpoches
Zählung nach dem Zangzu da cidian
| #     | Name                  | Umschrift nach Wylie/tib.      | Lebensdaten |
| ----- | --------------------- | ------------------------------ | ----------- |
| 1 (2) | Jamyang Dragpa        | 'jam dbyangs grags pa          |             |
| 2 (3) | Lobsang Rabsel        | blo bzang rab gsal             |             |
| 3 (4) | Jigme Thubten Norbu   | 'jigs med thub stan nor bu     | 1804–1862   |
| 4 (5) | Jigme Thubten Gyatsho | 'jigs med thub stan rgya mtsho | 1863–1909   |
| 5 (6) | Jigme Rigpe Lodrö     | 'jigs med rig pa'i blo gros    | 1910–1985   |